# Барбалај (Олт)
Барбалај (рум. Bărbălăi) насеље је у Румунији у округу Олт у општини Татулешти. Oпштина се налази на надморској висини од 240 m.

## Становништво
Према подацима из 2002. године у насељу је живело 172 становника, од којих су сви румунске националности.